# Алданський щит
58°37′00″ пн. ш. 125°24′00″ сх. д. / 58.61666667° пн. ш. 125.4° сх. д.
Алда́нський щит — виступ докембрійського підмурівка на південному сході Сибірської платформи, який в основному збігається з сучасним Алданським нагір'ям і Становим хребтом (висота понад 2 400 м).
На півночі і сході щит перекритий чохлом верхньопротерозойських, кембрійських відкладів, на півдні і заході обмежений глибинними розломами від областей байкальської і палеозойської складчастостей. Докембрійські утворення підмурівка складають декілька структурних поверхів, що відображають найбільш ранні стадії еволюції земної кори.
Найдавніший поверх (понад 3,5 млрд років) представлений гнейсами, сланцями, мармурами і кварцитами гранулітової фації регіонального метаморфізму. Під час формування середнього структурного поверху (3,5-2,7 млрд років) утворилися шовні прогини, виконані зонально-метаморфізованими осадово-вулканогенними відкладеннями. Широко представлені процеси гранітизації, регресивного метаморфізму і магматизму, з якими, зокрема, пов'язане вклинення великих інтрузій анортозитів.
Верхній структурний поверх (2,7-1,5 млрд років) представлений потужними комплексами уламкових та вулканогенних утворень. До періоду докембрію А.щ. належать родовища руд заліза, міді, слюд, апатитів, рідкісних металів. Специфічна особливість А.щ. — багаторазові прояви процесів активізації, з яким пов'язане утворення западин та формування різноманітних склепінчастих структур. З процесами активізації пов'язані родов. кам'яного вугілля, флюориту, виробного каміння і золота.